# Jüdisches Kriegerdenkmal (Bad Kissingen)

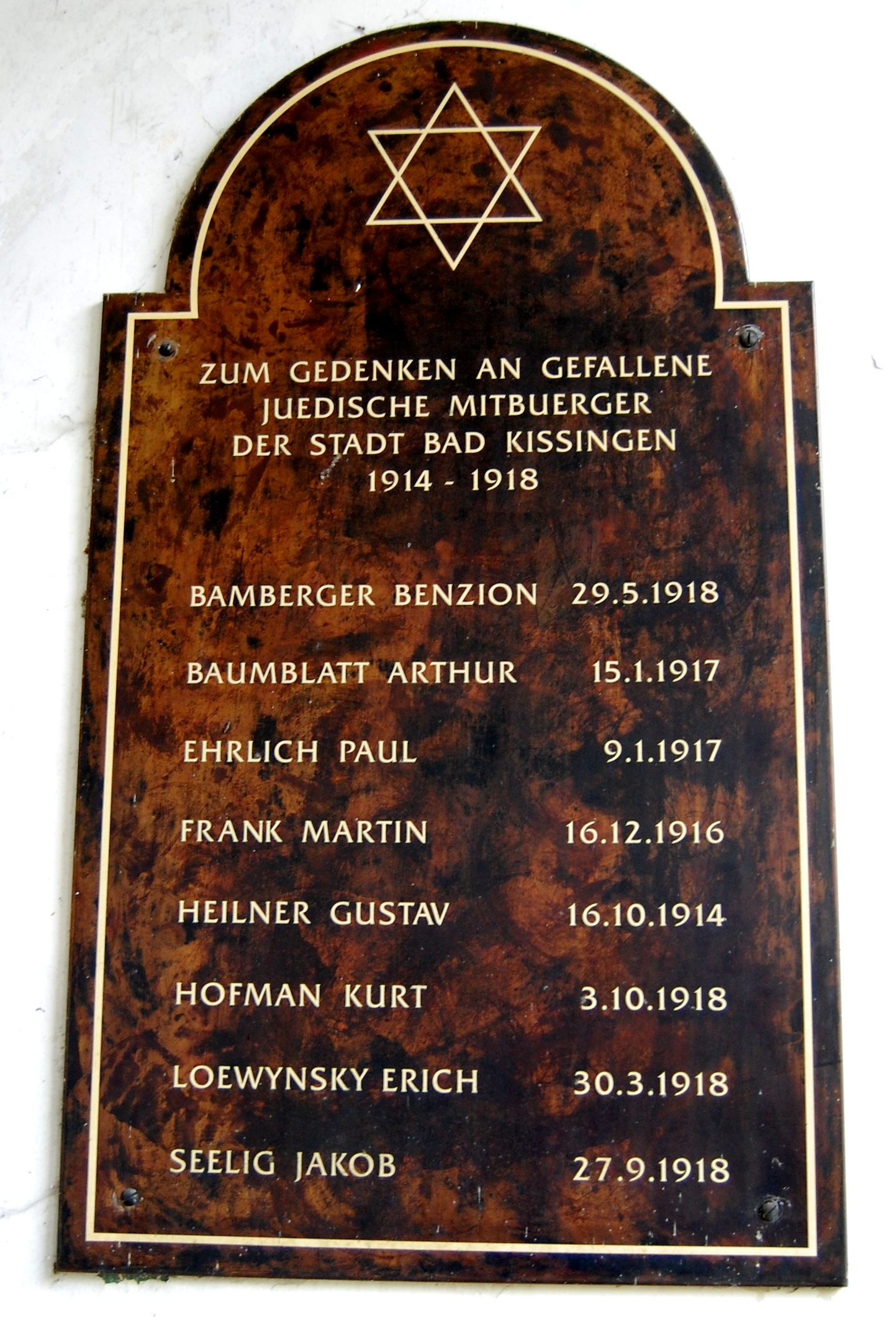
Kriegerdenkmal auf dem jüdischen Friedhof in Bad Kissingen

Das Jüdische Kriegerdenkmal auf dem jüdischen Friedhof in Bad Kissingen, einer Stadt im unterfränkischen Landkreis Bad Kissingen in Bayern, ist ebenso wie der gesamte Friedhof ein geschütztes Baudenkmal.

## Beschreibung
An der rechten Seite der Vorhalle des Taharahauses wurde eine metallene Gedenktafel zu Ehren der im Ersten Weltkrieg gefallenen Soldaten aus der jüdischen Gemeinde Bad Kissingen errichtet. Unter dem Davidstern und der Inschrift „Zum Gedenken an gefallene jüdische Mitbürger der Stadt Bad Kissingen 1914 – 1918“ sind die Namen der acht gefallenen jüdischen Gemeindemitglieder aufgeführt:
BAMBERGER BENZION 29.5.1918
BAUMBLATT ARTHUR 15.1.1917
EHRLICH PAUL 9.1.1917
FRANK MARTIN 16.12.1916
HEILNER GUSTAV 16.10.1914
HOFMANN KUR 3.10.1918
LOEWYNSKY ERICH 30.3.1918
SEELIG JAKOB 27.9.1918